# 高橋惠子
高橋 惠子（たかはし けいこ、1955年〈昭和30年〉1月22日 - ）は、日本の女優。血液型AB型 身長162cm。本名：同じ、旧芸名・旧姓：関根 恵子（せきね けいこ）。芸能事務所ブロウアップを主宰。
北海道川上郡標茶町（字磯分内熊牛原野とされる）出身。小学6年生からは、東京都府中市で育つ。

## 略歴

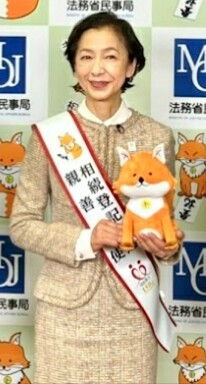
2022年2月撮影

中学校時代から持ち前の大人びた容貌で芸能スカウトの目に留まり、2年生の時に大映のスチールカメラマンにスカウトされ、1970年春の中学卒業と同時に大映へ入社。
1970年、映画『高校生ブルース』に旧姓（当時の本名）関根恵子の芸名で主演デビューを果たす。同年の映画『おさな妻』では子連れの男性と結婚する17歳の役で出演し、この演技によりゴールデン・アロー賞新人賞受賞。
1971年11月末に大映が倒産したことにより五社協定が自然消滅し、東宝へ移籍した。翌1972年、『新・だいこんの花』にレギュラー出演し、竹脇無我の妻役を務めた。
同年7月から東宝と日本テレビが共同制作していた人気テレビドラマ『太陽にほえろ!』に、ヒロインである七曲署（ななまがりしょ）の婦人警官「シンコ」役で2年間レギュラー出演し、人気女優となる。
1973年、熊井啓監督の映画『朝やけの詩』に主演。
1974年3月、『太陽にほえろ!』で共演した松田優作の劇団「F企画」の旗揚げ公演「みやもと武蔵」で舞台デビューを果たした。
1977年、年明け直後からストレスがピークとなったことから心のバランスを崩して一時女優業を休業。1979年に女優復帰を願うも、出演予定だった舞台『ドラキュラ』の公演直前、当時新進作家の河村季里と海外失踪騒動を起こした。一時芸能界引退を決意するが、その後元気を取り戻したことから1980年1月に芸能界復帰会見を開いて活動を再開（これらの騒動について詳しくは後述）。
1982年、にっかつロマンポルノ10周年記念の大作『ラブレター』に主演し、同作品はロマンポルノ史上最高の興行収入を記録した。『ラブレター』公開後、所属事務所との契約が切れる時期に、かつて『太陽にほえろ!』で共演した萩原健一からの誘いを受けて、比較的小規模の事務所に移ることとなった。
1982年、操上和美撮影のヌード写真集が発売された。同年三菱銀行人質事件を題材とした映画『TATTOO＜刺青＞あり』で映画監督の高橋伴明と知り合い結婚、同時に芸名も高橋惠子に改名。以後は大人の落ち着きある女性の役柄を数多くこなしている。
1992年、NHK大河ドラマ『信長 KING OF ZIPANGU』で織田信長の母「るい」役を1年間担当する。
1997年、蜷川幸雄演出の『近松心中物語』で4年連続で大役を演じたことで様々な舞台出演を依頼されるようになり、以降精力的に活動している。
2012年11月、『カミハテ商店』で、1989年の『花物語』以来23年ぶりに映画主演をしている。
同2012年から現在まで、テレビコマーシャル「レディースアデランス」に出演中。
2019年、北海道の民放5局とNHK札幌放送局による共同キャンペーン『One Hokkaido Project』のキャンペーンソングに参加。
2021年10月上演の『HOPE』で、66歳にしてミュージカル初主演。

## 人物

### 子供時代
標茶町で酪農家をする両親、10歳上の兄（13歳で他界）のもとで育った。両親はいとこ婚だった。子牛の死産と同時に母牛も死んでしまい、牧場経営を絶たれて借金だけが残った。そのため小学校2年生の時に、父は帯広市で保険外交員に転職し、母は住み込みによる宿泊業の仕事を得て恵子と釧路市へ移った。
その後は5年生で父の転勤により斜里町へ移るも、もともと歌手を目指していた父の『娘を東京で育てたい!（文化的な意味合いで）』との希望と、父が定年を迎えたこともあって6年生の途中で一家揃って東京都府中市へ落ち着く事となる。
中学2年生の時に地元の写真屋に家族写真の現像しに行ったところ、偶然訪れていた写真屋の友人が大映のスチールカメラマンで、彼の目に留まったことからスカウトされた。若かりし頃より浅草などの興行に慣れ親しんだ父の大賛成もあり、中学を卒業するまでの1年間、大映の研修所へ通い演技、日舞、体操などのレッスンを積む。同時に第1回ミスセブンティーンを目指していたため、コンテストに歌の審査があったことから音楽教室にも通った。
親や教師から高校進学を勧められたが、女優になるため3年間集中して頑張るため自らの意思で高校には行かず、通信教育で勉強したという。

### デビュー後
デビュー作品は当初1970年11月12日公開の映画『おさな妻』で決定していたが、同年8月封切の『高校生ブルース』に主演予定だった南美川洋子が降板したことから、急遽代役に抜擢されての主演デビューが決まった。
『高校生ブルース』の台本を渡されて家で読んだところ、妊娠する女子高生という当時としては衝撃的な役で、上半身裸のシーンもあることが判明。当時15歳で迷いもあったが、芸能界入りする際に両親にとにかく「自分で決める！」と言っていたことから、結局親に相談することなく自らの意思で出演を決めた。
デビューから約1年半の間に7本の映画に出演し、そのほとんどの役でセクシーなシーンを演じたことから、マスコミによる記事で奔放な不良少女のイメージが作られた。また、世間では「脱ぐ女優」、「性に奔放な女」などのレッテルも貼られた。自分とは違うイメージが一人歩きしたことから女優引退を決意するが、引退作のつもりで臨んだ増村保造監督の『遊び』で増村の情熱に感動し、辞意を撤回した。
1970年代前半は当時まだ17歳ぐらいだったが大人びた役が多く、本来の自分とのギャップに悩むことが多くなったという。また当時は、「様々な役を演じても素の自分は変わらないでいたい」と思っていたが、多忙により知らぬ間に周囲に流されていることに気づいたり、時には芸能界で人の裏側を見てしまうこともあって次第に心に影響が出始めたという。

### 女優休業、失踪騒動
ストレスを抱えた1977年の年明け直後からは、自己否定するようになったり、同年春には、睡眠薬を大量に服薬し、自殺未遂を起こした。そんなある日、雑誌のインタビューによる作家の河村季里との会話がきっかけで、しばらくの間彼と過ごすことを決意。ほどなくして女優業を休業して河村とインドに1か月間滞在し、帰国後は岐阜県の飛騨の山村で約2年間晴耕雨読の日々を送った。
1979年の初夏に事務所に女優復帰を申し出て、7月21日初日の渋谷PARCO西武劇場公演『ドラキュラ』の舞台公演でのルーシー役が決まった。しかし、演技に対して恐怖を感じたため公演直前の7月20日に河村と二人で海外失踪騒動を起こし、タイのバンコクに逃亡した後、トルコ、マレーシアなどを転々とした。同年11月初旬に日本に帰国して謝罪会見及び、翌1980年の芸能界復帰会見を経て、民放のサスペンスドラマの愛人役で復帰した。

### 私生活
家族は夫で映画監督の高橋伴明との間に一男一女。長女はタレントの秋山佑奈。結婚時に芸名も現姓に改名している。現在は東京都国立市在住。
27歳で結婚して2人の子供に恵まれた後、「子供を自然の中で育てたい」との思いから東京郊外に家を建てた。以後高橋夫妻、惠子の母（父は家が完成する前に死去）、子供や孫をあわせて4世代9人で暮らし、動物も飼い始めたため一時は犬3匹、猫11匹、カメ1匹で賑やかに暮らした。子育てが一段落するまでは、仕事を少しセーブしながら活動した。母は2015年に亡くなった。
長女はその後2011年頃から、惠子のマネジャーを務めている。子供や孫たちが独立した後、娘が住むマンションに空きが出たため、上記の家を手放して夫婦で転居した。
また、1990年代半ばには演出家・蜷川幸雄から舞台『近松心中物語』の出演依頼があった。過去に舞台をすっぽかしていたことから「自分には出る資格がない」との思いや、同作には地方公演もあるため「引き受けると中学生と小学生の子供もいる中、2か月近く家を空けないといけない」との考えから、依頼を2回断っている。しかし、夫の高橋が助言してくれたことから、出演を決めた。

## 出演

### テレビドラマ
- ハイカラ一泊旅行（1971年、TBS）※関根恵子テレビドラマ初出演作品
- ザ・ガードマン（TBS / 大映テレビ）
  - 第335話「16歳で結婚！女はつらいネ」（1971年） - ひで 役
  - 第349話「16歳の花嫁に夫が二人?」（1971年） - 大井ヨーコ 役
  - 第350話「さよならガードマン! また逢う日まで」（1971年） - 大井ヨーコ 役 ※最終回
- 水戸黄門 第3部 第20話「帰って来た男・土佐」（1972年、TBS / C.A.L） - おなつ 役
- 夫婦学校 第12話「二人ぼっち」（1971年、日本テレビ） - ユリ 役
- ナショナルゴールデン劇場「新・だいこんの花」（1972年、NET）
- 四騎の会ドラマシリーズ3 「ただいま浪人」（1972年、フジテレビ）
- シークレット部隊（1972年、TBS）
- 太陽にほえろ!（1972年 - 1974年、日本テレビ / 東宝） - 内田伸子（シンコ） 役
- 泣くな青春（1972年 - 1973年、フジテレビ / 東宝） - 高木明子 役
- 北越誌（1972年、NHK）
- 剣客商売（1973年、フジテレビ / 東宝） - おとき 役
- 幡随院長兵衛お待ちなせえ 第24話「哀しい女」（1974年、毎日放送） - お光 役
- めしはまだか!（1974年、NET） - 鈴 役
- ポーラ名作劇場「鏡の中の女」（1975年、NET）
- 傷だらけの天使 第19話「街の灯に桜貝の夢を」（1975年、日本テレビ / 東宝） - あけみ 役
- 夜の来訪者（1975年、NHK）
- 俺たちの勲章 第1話「射殺」（1975年、日本テレビ / 東宝） - 塚本ゆみこ 役
- 青銅の花びら（1975年、毎日放送）
- 江戸の旋風 第30話「宿場のてまり唄」（1975年、フジテレビ / 東宝）
- 土曜ドラマ 「生ける人形」（1976年、NHK）
- 金曜ドラマ 「恋人たちの河」（1976年、TBS）
- 東芝日曜劇場（TBS系）
  - 第1015回「船出」（1976年、RKB毎日放送）
  - 第1637回「東京23区女たちの住宅事情 その3 神宮前の女」（1988年、TBS）
- 俺たちの朝 第10話「別離とイヤリングと友達の女」（1976年、日本テレビ / 東宝） - 宮野あきこ 役
- 水曜ドラマシリーズ 女の旅（1976年、フジテレビ） - 旅行会社のコンダクター 宮原美里 役
- 土曜ワイド劇場（テレビ朝日）
  - 華麗な殺しの三重奏 決闘の女（1980年） - 愛人 役
  - 松本清張の風の息（1982年） - 相善八重子 役
  - 誘惑されたい女（1983年）
  - タクシードライバーの推理日誌5（1995年）
  - 牟田刑事官事件ファイル（1995年）
  - 天才刑事・野呂盆六9（2014年、朝日放送） - 涼風凛子 役
- 木曜ゴールデンドラマ （読売テレビ）
  - 女たちの他国 愛と炎の山河（1980年）
  - 霧の平戸殺人哀歌 彼女は何故、わが子を殺したか?（1981年）
  - 通り魔を弁護した女（1985年）
- 火曜サスペンス劇場（日本テレビ）
  - 10万分の1の偶然（1981年） - 山内明子 役
  - 殺人捜査シリーズ（1995年 - 1998年）
  - 九門法律相談所10 大切な人（1999年） - 本間江利子 役
- 銀河テレビ小説 「女の日時計」（1981年、NHK） - 妻・沙美子 役
- 人情紙風船（1982年、TBS）
- 君は海を見たか（1982年、フジテレビ）
- ザ・サスペンス 「肉体の処刑 人妻はなぜ胸に花を飾って殺される?」（1982年8月7日、TBS / KANOX）
- 時代劇スペシャル （フジテレビ）
  - 「荒木又右衛門 決闘鍵屋の辻」（1982年） - みね 役
  - 「花笛伝奇 〜連続美女殺人事件!! そこに不思議な白頭巾の影が…」（1983年） - 萩乃 役
- 大河ドラマ （NHK）
  - 「徳川家康」（1983年） - お久 役
  - 「信長 KING OF ZIPANGU」（1992年） - るい 役
  - 「葵 徳川三代」（2000年） - おりん 役
  - 「武蔵 MUSASHI」（2003年） - ルシア 役
- 大江戸捜査網 第636話「宿命の絆 父と娘の別れ唄」（1984年、テレビ東京 / 三船プロ） - おみよ 役
- 金曜日の妻たちへII 男たちよ、元気かい? （1984年、TBS）
- 遠山の金さん 第1シリーズ 第86話「料亭女将殺人 真犯人にされた金さん!」（1984年、テレビ朝日）※高橋英樹版
- 宮本武蔵（1984年、NHK） - 吉野太夫 役
- 原島弁護士の愛と悲しみ 前編・後編（1985年、TBS）
- ママ、大変だァ!（1985年7月4日 - 9月19日、テレビ朝日）
- 金曜女のドラマスペシャル 「転落」（1986年、フジテレビ）
- 月曜サスペンスシリーズ（関西テレビ）
  - 夏樹静子サスペンス 「遠い秘密」（1986年）
  - 現代恐怖サスペンス 「エナメルの靴」（1988年）
- 木曜ドラマストリート 「三姉妹探偵団」（1986年、フジテレビ）
- コカコーラ・スペシャル 「天使たちの微笑み 280日の赤ちゃん狂騒曲」（1986年、TBS）
- 愛の劇場 「氷紋」（1986年11月 - 12月、TBS） - 主演
- 「気がつけばお相撲さんのお嫁さん うっちゃり奮闘記」（1987年、TBS）
- とっておきの青春 （1988年、NHK）
- ドラマ・女の四季 「150歳の思春期!」（1988年、テレビ東京）
- 避暑地の猫（1988年9月1日 - 9月22日、テレビ朝日）
- 過ぎし日のセレナーデ（1989年、フジテレビ）
- 水曜グランドロマン 「同窓会に来た女」（1989年、中京テレビ）
- 月曜ドラマスペシャル （TBS）
  - 「春の特別企画第1弾 総合商社」（1990年）
  - 「ウルトラマンになりたかった男 怪獣に魅せられた男の感動ドラマ」（1993年）
  - 「浅見光彦シリーズ6 小樽殺人事件」（1996年） - 小山内祥江 役
- 私を海まで流して（1990年、テレビ朝日）
- 土曜グランド劇場「お父さん」（1990年、日本テレビ）
- 年末時代劇スペシャル「勝海舟」（1990年、日本テレビ） - お久 役
- 引っ越せますか（1993年、日本テレビ）
- 麻酔（1994年、読売テレビ） - 妻・邦子 役
- サザンスコール（1994年、NHK）
- おかみ三代女の戦い（1995年、TBS）
- BS日曜ドラマ「藏」（1995年、NHK） - 田之内賀穂 役[36]
- 家なき子2（1995年、日本テレビ）
- ドラマ・スペシャル「最後の家族旅行」（1996年10月、TBS）
- 金曜エンタテイメント「テロリストのパラソル」（1996年11月、フジテレビ） - 松下優子 役
- 水曜シリーズドラマ「必要のない人」（1998年、NHK） - 大野美紀 役
- ドラマDモード「深く潜れ〜八犬伝2001〜」（2000年、NHK） - 井上真理子 役
- 太陽にほえろ!2001（2001年、日本テレビ） - 内田伸子 役
- マイリトルシェフ（2002年、TBS） - 土方さな子 役
- 女将になります!（2003年、NHK）
- 西部警察 SPECIAL（2004年、テレビ朝日） - 藍子（「コーナーラウンジ」ママ）役
- 乱歩R（2004年、読売テレビ）
- 光とともに…〜自閉症児を抱えて〜（2004年、日本テレビ） - 東貴子 役
- 新幹線をつくった男たち（2004年、テレビ東京） - 島豊子 役
- 相棒（テレビ朝日） - 蓮妙 役
  - season3 第19話（最終話）「異形の寺」（2005年3月23日）
  - season16 第13・14話（300回記念スペシャル） 「いわんや悪人をや 前篇 / 後篇」（2018年1月24日・31日）
- 古都（2005年、テレビ朝日） - 佐田しげ 役
- 天国へのカレンダー（2005年、フジテレビ・関西テレビ） - 島田靖子 役
- 赤い疑惑（2005年6月15日 - 6月29日、TBS） - 大島理恵 役
- 神はサイコロを振らない（2006年、日本テレビ）
- 命の奇跡（2006年、中部日本放送） - 平井京子 役
- 土曜ドラマ 魂萌え!（2006年、NHK）
- 松本喜三郎一家物語 〜おじいさんの台所〜（2007年、フジテレビ）
- うつへの復讐 〜絶望からの復活〜（2007年、日本テレビ）
- 栞と紙魚子の怪奇事件簿（2008年1月 - 3月、日本テレビ）
- 長崎 - 上海物語 月の光（2008年5月24日、テレビ長崎）[37][38]
- ヤスコとケンジ（2008年、日本テレビ） - 森口文江 役
- 落日燃ゆ（2009年、テレビ朝日） - 広田静子 役
- 橋田壽賀子ドラマスペシャル「結婚」（2009年11月28日、テレビ朝日） - 上原千津 役
- 月曜ゴールデン「女タクシードライバーの事件日誌5」（2010年11月29日、TBS） - 長谷川亜弓 役
- リセット〜本当のしあわせの見つけ方〜（2012年9月30日、毎日放送） - 黒川好恵 役
- 女優 麗子〜炎のように（2013年3月6日、テレビ東京） - 大原（飯塚）俊子 役
- 水曜ミステリー9「松本清張没後20年特別企画・留守宅の事件」（2013年4月24日、テレビ東京） - 石子静江 役
- 金田一少年の事件簿N(neo) 第2話「ゲームの館殺人事件」（2014年7月26日、日本テレビ） - 麦林美佳 役
- 金曜ロードSHOW!特別ドラマ企画「ヒガンバナ〜女たちの犯罪ファイル」（2014年10月24日、日本テレビ） - 河井百合子 役
- 警部補・杉山真太郎〜吉祥寺署事件ファイル（2015年1月12日 - 3月23日、TBS） - 青柳芳江 役
- ウロボロス〜この愛こそ、正義。 第5話（2015年2月13日、TBS） - 相澤光代 役
- ドラマスペシャル「瀬戸内少年野球団」（2016年9月17日、テレビ朝日） - 中井豊乃 役
- 彼らを見ればわかること（2020年1月11日 - 2月29日、WOWOW） - 新倉竜子 役
- あなたはだんだん欲しくなる（2022年7月7日 - 9月15日、BS-TBS） - 鈴木節子 役[39]
- コタツがない家（2023年10月18日 - 12月20日、日本テレビ） - 貝田清美 役[40]
- お別れホスピタル（2024年2月3日 - 2月24日、NHK総合） - 久田今日子 役[41]
- 老害の人（2024年5月5日 - 6月2日、NHK BS・NHK BSプレミアム4K） - 山本和美 役[42]

### 映画
- 高校生ブルース（1970年主演デビュー、大映東京） - 北原美子 役
- おさな妻（1970年主演第2作、大映東京） - 黛玲子 役
- 可愛い悪魔 いいものあげる（1970年、大映東京、主演：渥美マリ） - 節子 役
- 新・高校生ブルース（1970年主演第3作、大映東京、『可愛い悪魔 いいものあげる』と同時公開） - 田村京子 役
- 高校生心中 純愛（1971年主演第4作、大映東京） - 宇野洋子 役
- 樹氷悲歌（1971年主演第5作、大映東京、共演：篠田三郎・松坂慶子） - 桂みや 役
- 遊び（1971年主演第6作、大映東京） - 少女 役
- 成熟（1971年主演第7作、大映東京「旧大映最後の出演作品」） - 加納ゆう子 役
- 朝やけの詩（1973年、東宝） - 春子 役
- 神田川（1974年、東宝、共演：草刈正雄） - 池間みち子 役
- 動脈列島（1975年、東宝） - 君原知子 役
- 青春の門（1975年、東宝） - 梓旗江 役
- 若大将シリーズ（東宝、主演：草刈正雄） - 梅野志津子 役
  - がんばれ!若大将（1975年）
  - 激突!若大将（1976年）
- 魔性の夏 四谷怪談より（1981年、松竹） - いわ 役
- ラブレター（1981年、日活ロマンポルノ） - 加納有子 役
- 幻の湖（1982年、東宝） - お市の方 役
- TATTOO〈刺青〉あり（1982年、ATG、共演：宇崎竜童） - 三千代 役
- RUNNING is SEX（1982年、ジョイパックフィルム） - 狼聖書売りの女 役
- 大日本帝国（1982年、東映） - 新井美代 役
- 恋文（1985年、松竹） - 田島江津子 役
- ゴルフ夜明け前（1987年、東宝） - おりょう 役
- 次郎物語（1987年、東宝） - 母親 役
- DOOR（1988年、ジョイパックフィルム） - 本田靖子 役
- ほしをつぐもの（1990年、松竹） - 主役・吉田健児の母 役
- 花物語（1989年、大映） - 主役・枝原ハマ 役
- DRUG（2001年、社団法人青少年育成国民会議 / 映像2000） - 学校等に配布する薬物乱用防止・対策教育で非売品
- 歌謡曲だよ、人生は（2007年） ‐ 原美津江
- ふみ子の海（2007年、パンドラ / シネマ・ディスト） - 笹山タカ 役（毎日映画コンクール 女優助演賞受賞）
- イエスタデイズ（2008年） - 真山澪 役
- 禅 ZEN（2009年）
- ちゃんと伝える（2009年）
- 8月のシンフォニー -渋谷2002〜2003（2009年） - アイの母 役※声の出演
- ホームカミング（2011年3月12日公開）
- エクレール・お菓子放浪記（2011年5月21日公開）
- カミハテ商店（2012年11月10日公開、山本起也監督） - 森田千代 役
- 俺俺（2013年5月25日公開） - 大樹の母 役
- 二流小説家 シリアリスト（2013年6月15日公開） - 前田礼子 役
- 赤い玉、（2015年9月公開）
- 四月の永い夢（2018年5月12日公開） - 風間沓子 役
- アナログ（2023年10月6日公開） - 水島玲子 役[43]
- 「桐島です」（2025年7月4日公開） - 謎の女 役[44]

### 舞台
- 近松心中物語（1997年 - 1999年・2001年、東宝、作：秋元松代、演出：蜷川幸雄） - 梅川
- 近代能楽集 弱法師（2000年・2001年、作：三島由紀夫、演出：蜷川幸雄）
- 新・地獄変（2000年、新国立劇場、原作：芥川龍之介、脚本：鐘下辰男、演出：鵜山仁）
- マクベス（2000年、新国立劇場、作：ウィリアム・シェイクスピア、上演台本・演出：鐘下辰男）
- 信濃の一茶 （2001年、作：北條秀司、演出：大場正昭）
- 雁の寺（2002年、地人会、作：水上勉、演出：木村光一）
- 藪の中（2002年、演劇企画集団THE・ガジラ、原作：芥川龍之介、構成・脚本・演出：鐘下辰男）
- 山ほととぎすほしいまま （2003年、ポイント東京、作：秋元松代、演出：江守徹）
- 藪原検校（2003年、地人会、作：井上ひさし、演出：木村光一）
- ハムレット（2003年、Bunkamura、作：ウィリアム・シェイクスピア、演出：蜷川幸雄）
- 初蕾（2004年、松竹、原作：山本周五郎、脚本：橋田壽賀子、演出：石井ふく子）
- 子午線の祀り（2004年、世田谷パブリックシアター、作：木下順二、演出：観世栄夫）
- 死の棘（2005年、演劇企画集団THE・ガジラ、原作：島尾敏雄、構成・脚本・演出：鐘下辰男）
- 天保十二年のシェイクスピア（2005年、Bunkamura、作：井上ひさし、演出：蜷川幸雄）
- クラウディアからの手紙（2006年、ホリプロ、作・演出：鐘下辰男）
- 京紅ものがたり（2006年、松竹、原作：水上勉、脚本：大藪郁子、演出：石井ふく子）
- 死のバリエーション（2007年、世田谷パブリックシアター、作：ヨン・フォッセ、演出：アントワーヌ・コーベ）
- おんなの家（2007年、作：橋田壽賀子、演出：石井ふく子）
- 風の盆ながれ唄（2007年、松竹、作：金子成人、演出：西川信廣） - 峰山初枝 役
- キル（2007年、NODA・MAP、作・演出：野田秀樹）
- 細雪（2008年・2009年・2010年・2011年、原作：谷崎潤一郎、脚本：菊田一夫、潤色：堀越真、演出：水谷幹夫） - 鶴子
- ガブリエル シャネル（2009年・2010年・2011年、松竹、作：齋藤雅文、演出：宮田慶子） - ミシア・セール
- 佐賀のがばいばあちゃん（2010年博多座、2011年、中日劇場ほか、原作：島田洋七、脚本・演出：島田洋七、池田政之） - 母 秀子
- ザ・キャラクター（2010年、NODA・MAP、作・演出：野田秀樹）※稽古中に怪我をした銀粉蝶の代役として急遽、9ステージのみ出演した。
- カエサル -「ローマ人の物語」より—（2010年、松竹、原作：塩野七生、脚本：齋藤雅文、演出：栗山民也）- セルヴィーリア
- 黴菌（2010年、Bunkamura、作・演出：ケラリーノ・サンドロヴィッチ）
- 日本橋（2011年、新派、作：泉鏡花、補綴：戌井市郎、演出：齋藤雅文） - 清葉
- おどくみ（演劇）（2011年、新国立劇場、作：青木豪、演出：宮田慶子） - 畑中美枝
- 女たちの忠臣蔵（2012年、明治座、作：橋田壽賀子、演出：石井ふく子） - 瑤泉院
- 二都物語（2013年、東急シアターオーブ、原作：チャールズ・ディケンズ、演出：板垣恭一） - クメ
- 疑惑（2014年、松竹、原作：松本清張、演出：河毛俊作） - 佐原律子
- マイ・フェア・レディ（2016年、東京芸術劇場プレイハウス） - ヒギンズの母 役
- サザエさん（2019年、明治座、博多座／2022年、新歌舞伎座、明治座、博多座／2025年、明治座、新歌舞伎座） - フネ 役[45]
- オリエント急行殺人事件（2020年12月8日 - 27日、Bunkamura シアターコクーン）[46]
- HOPE（2021年10月1日 - 17日、下北沢・本多劇場） - 主演・エヴァ・ホープ 役[19]
- 真夜中に起こった出来事（2025年3月7日 - 17日、よみうり大手町ホール / 3月22日・23日、サンケイホールブリーゼ） - 主演・イルムガルド・リッテン 役[47]
- 最後のドン・キホーテ THE LAST REMAKE of Don Quixote（2025年9月14日 - 10月4日〈予定〉、KAAT神奈川芸術劇場 ホール / 10月12日・13日〈予定〉、オーバード・ホール 大ホール / 10月25日・26日〈予定〉、J:COM北九州芸術劇場 中劇場 / 11月1日 - 3日〈予定〉、SkyシアターMBS）[48]

### ミュージックビデオ
- 大橋卓弥「ありがとう」（2008年）
- 桑田佳祐「幸せのラストダンス」（2012年）
- One Hokkaido Project「私たちの道」（2019年）[49]

### ラジオ
- わが人生に乾杯! （2009年12月10日 NHKラジオ第1）

### バラエティ
- おかあさんの勉強室（1983年、NHK教育）
- 婦人百科 布で描く夢・キルトの配色（1993年、NHK）
- おしゃれ工房 パッチワーク大好き（1999年、NHK）
- 新日本探訪「北の鉄路とともに 北海道ふるさと銀河線の冬」（2000年、NHK） - ナレーター
- いのちの響（2001年、TBS）
- シャル・ウィ・ダンス? 〜オールスター社交ダンス選手権〜（2006年、日本テレビ）
- 地球街道 聖なるハワイ 絶景の島（テレビ東京）
- ダウンタウンのガキの使いやあらへんで!!「絶対に笑ってはいけない空港24時」（2011年、日本テレビ） - CA教官役
- 秘密のケンミンSHOW（読売テレビ）　※不定期
- 世界の村で発見!こんなところに日本人（朝日放送テレビ） - レポーター（2016年7月5日、2017年12月19日）
- あいつ今何してる?(テレビ朝日) - (2020年1月8日)

### ナレーション
- 人間ビジョンスペシャル「日高大いなる山脈 〜立松和平が行く」（2000年2月26日、北海道テレビ放送制作・テレビ朝日系全国ネット） - ナレーション

### CM
- サントリー - リザーブ（1985年）
- 花王
  - ソフィーナ（1985年 - 1989年）※ 安田成美・つみきみほ・高木美保と共演バージョンあり。
  - 花王石鹸ホワイト（1993年頃 - ）
- 荒川長太郎合名会社（現 アラクス） - ノーシンホワイト（1987年 - ）
- 明治乳業（現 明治） - アイスクリーム「AYA -彩-」（1987年 - 1991年）
- ハウス食品 好きやねん（1987年）[50]、マカロニグラタン（1988年 - 1989年）、麦茶（1989年）
- チョーヤ梅酒 - チョーヤ梅酒 紀州（1989年 - 1992年）
- JR四国（1990年）
- ライオン - スマイルコンタクト
- ネスレ日本
- 家庭教師のトライ - 「自転車先生編」 母親役（1999年）
- イオン - プラチナバレンタイン（2011年）
- 神内ファーム21 - 神内和牛あか（2011年 - ）
- アデランス - レディースアデランス「フォンテーヌ」（2012年 - ）
- キリンビール - 「よろこびがあふれ出す　娘とグラス」篇（2020年 - ）[51] ※ 益岡徹と共演。
- 日本司法書士連合会（2021年 - ）[52]
  - 「高橋惠子・相続 編」
  - 「高橋惠子・遺言 編」

## 音楽

### シングル
| 発売日       | 規格         | 規格品番     | 面           | タイトル     | 作詞         | 作曲         | 編曲         |
| 大映レコード | 大映レコード | 大映レコード | 大映レコード | 大映レコード | 大映レコード | 大映レコード | 大映レコード |
| ------------ | ------------ | ------------ | ------------ | ------------ | ------------ | ------------ | ------------ |
| 1970年10月   | EP           | G-9          | A            | 愛の出発     | 中山和郎     | 高橋五郎     | 高橋五郎     |
| 1970年10月   | EP           | G-9          | B            | はじめての愛 | 中山和郎     | 高橋五郎     | 高橋五郎     |
| 1971年4月    | EP           | G-26         | A            | 愛の日記     | 永田秀雄     | 池田孝       | 池田孝       |
| 1971年4月    | EP           | G-26         | B            | 樹氷悲歌     | 永田秀雄     | 池田孝       | 池田孝       |
| RCA          |              |              |              |              |              |              |              |
| 1973年       | EP           | JRT-1328     | A            | 朝やけの詩   | -            | 松村植三     | 松村植三     |
| 1973年       | EP           | JRT-1328     | B            | 朝やけの詩   | -            | 松村植三     | 松村植三     |

### アルバム

#### オムニバス・アルバム
| 発売日       | 規格         | 規格品番     | アルバム     |
| WESS RECORDS | WESS RECORDS | WESS RECORDS | WESS RECORDS |
| ------------ | ------------ | ------------ | ------------ |
| 2019年3月6日 | CD           | WHCD-111     | 私たちの道   |

## 書籍

### 写真集
- 『PICTORIAL 関根恵子写真集』（1982年、集英社）
- 『永久保存版写真集平凡パンチ'70 The Nude 高橋惠子 ひし美ゆり子 東てる美』（2012年4月26日、マガジンハウス）ISBN 978-4838724222

## 受賞
出典：日外アソシエーツ現代人物情報（以下2002年以降）
- 1970年、ゴールデン・アロー新人賞
- 1972年、エランドール新人賞
- 2002年、読売演劇大賞（優秀女優賞,第10回）「雁の寺」「藪の中」
- 2004年、朝日舞台芸術賞（秋元松代賞,第3回）「山ほととぎすほしいまま」「藪原検校」「ハムレット」
- 2008年、第62回毎日映画コンクール女優助演賞「ふみ子の海」
- 2008年、第17回日本映画批評家大賞助演女優賞「ふみ子の海」[53]
- 2010年、第64回毎日映画コンクール田中絹代賞
- 2013年、第24回日本ジュエリーベストドレッサー賞50代部門[54]
- 2013年、おおさかシネマフェスティバル2013主演女優賞「（カミハテ商店）」
- 2016年、第40回山路ふみ子映画賞 文化財団特別賞（第40回）「長年に及ぶ弛まぬ努力と群れ抜く美貌で優れた女優人生を維持し、山路ふみ子文化財団主催の「名画特別上映会」に多大な貢献を果たした献身的な活動に対して。」